# Comuna Semič
Semič (Občina Semič) este o comună din Slovenia, cu o populație de 3.832 de locuitori (2003).

## Localități
Blatnik pri Črmošnjicah, Brezje pri Rožnem Dolu, Brezje pri Vinjem Vrhu, Brezova Reber, Brezovica pri Črmošnjicah, Brstovec, Cerovec pri Črešnjevcu, Coklovca, Črešnjevec pri Semiču, Črmošnjice, Gornje Laze, Gradnik, Hrib pri Cerovcu, Hrib pri Rožnem Dolu, Kal, Komarna vas, Kot pri Semiču, Krupa, Krvavčji Vrh, Lipovec, Maline pri Štrekljevcu, Moverna vas, Nestoplja vas, Omota, Oskoršnica, Osojnik, Planina, Podreber, Potoki, Praproče, Praprot, Preloge, Pribišje, Pugled, Rožni Dol, Sela pri Vrčicah, Semič, Sodji Vrh, Sredgora, Srednja vas, Starihov Vrh, Stranska vas pri Semiču, Trebnji Vrh, Vinji Vrh pri Semiču, Vrčice, Štrekljevec